# Грущиці
Грущиці (пол. Gruszczyce) — село в Польщі, у гміні Блашки Серадзького повіту Лодзинського воєводства.
Населення — 429 осіб (2011).
У 1975-1998 роках село належало до Серадзького воєводства.

## Демографія
Демографічна структура станом на 31 березня 2011 року:
|          | Загалом | Допрацездатний вік | Працездатний вік | Постпрацездатний вік |
| -------- | ------- | ------------------ | ---------------- | -------------------- |
| Чоловіки | 206     | 44                 | 141              | 21                   |
| Жінки    | 223     | 39                 | 133              | 51                   |
| Разом    | 429     | 83                 | 274              | 72                   |